# 2025-ös mianmari földrengés
Helyi idő szerint 2025. március 28-án 12 óra 50 perckor egy 7,7 erősségű földrengés rázta meg Mianmar Sagaing régióját, amelynek epicentruma Mandalaj, az ország második legnagyobb városának közelében volt. A csúszósokk maximális módosított Mercalli-intenzitása IX. Ez volt a legerősebb földrengés, amely Mianmart sújtotta 1912 óta, és a második leghalálosabb földrengés Mianmar modernkori történelmében, amelyet csak az 1930-as bagói földrengés felső becslései múltak felül. A földrengés nagy károkat okozott Mianmarban és jelentős károkat a szomszédos Thaiföldön. Otthonok százai sérültek meg a kínai Jünnanban is.
A földrengés több, mint 3840 halálos áldozatot követelt Mianmarban (a legmagasabb halálos áldozati becslések szerint), és 18-at Thaiföldön. Több, mint 4760 ember megsérült. További százak eltűnését jelentettek, köztük egy összeomlott bangkoki építkezésen, amelynek sekély geológiája érzékenyebbé teszi a messziről érkező szeizmikus hullámokat, és növeli a város érzékenységét a földrengésekkel kapcsolatos hatásokra. A mianmari és thaiföldi hatóságok vészhelyzetet hirdettek, és a halálos áldozatok számának növekedésére számítanak. A Mianmarban zajló polgárháború tovább nehezítette a katasztrófa-elhárítás és az információszolgáltatás nehézségeit.

## Tektonikai környezet

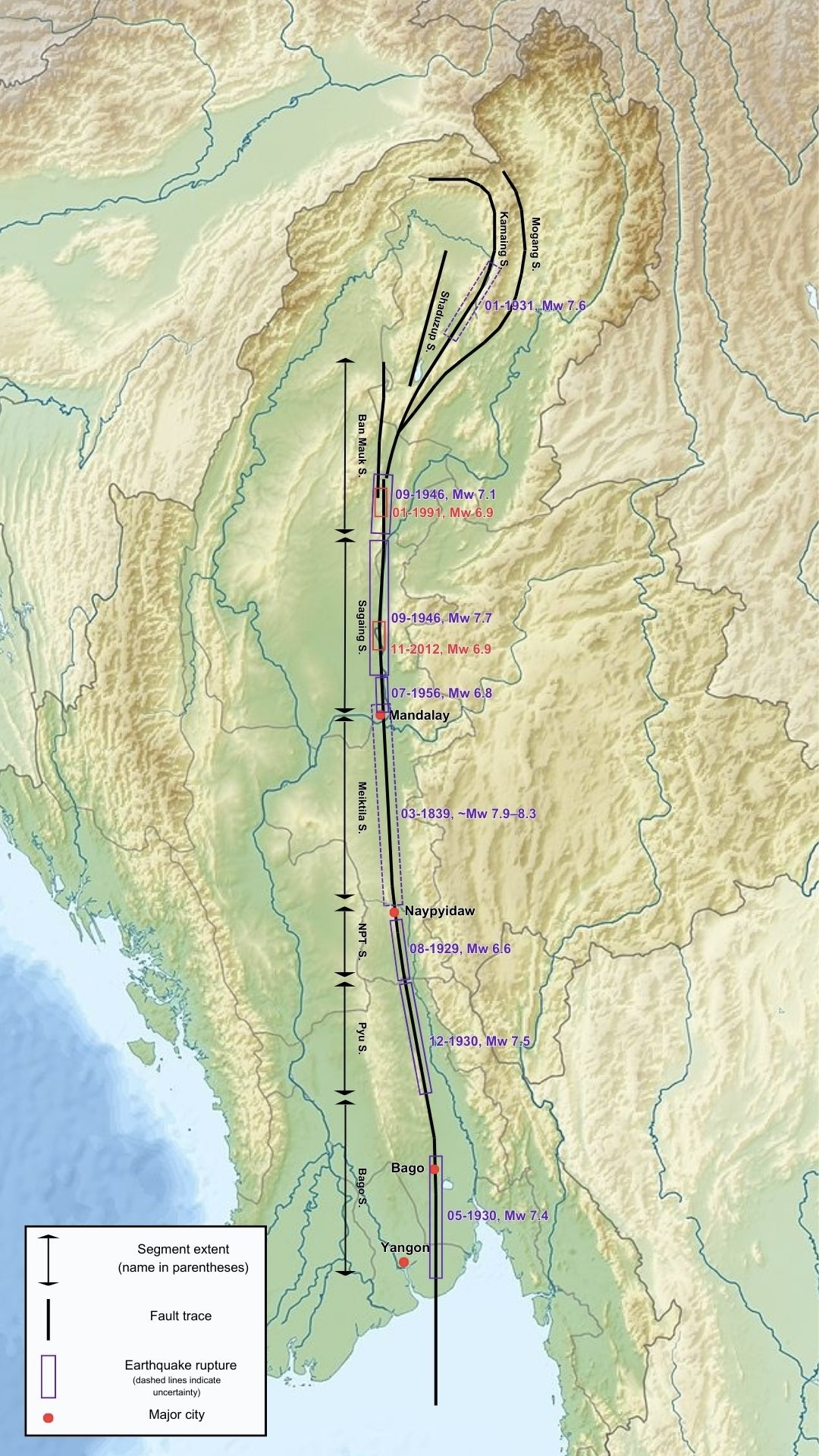
A Sagaing Fault szegmensekre osztható.

Mianmar négy tektonikus lemez (az Indiai-, Eurázsiai-, Szunda- és Burmai-lemez) közé ékelődik, amelyek kölcsönhatásba lépnek az aktív geológiai folyamatokban. A Kókusz-szigetek nyugati partja mentén, Rakhine partjainál és Bangladesben van egy nagyon ferde konvergens szegély, amelyet Szunda megatrusznak neveznek. Ez a nagy törés jelöli ki a határt az indiai és a burmai lemezek között. A megatröszt a tengerfenékből emelkedik ki Bangladesben, ahol párhuzamosan és a Chin Hills-szel keletre fut. Ez a határ Mianmartól északra folytatódik, ahol a keleti Himalájában ér véget.
Egy 1400 kilométeres (870 mérföldes) transzform vető Mianmaron halad keresztül, és összeköti az Andamán terjedési központot egy ütközési zónával északon. A Sagaing-hibának nevezett határvonal a Burma és a Szunda lemezek között, amint azok évente 18–49 mm-rel (0,71–1,93 hüvelyk) elcsúsznak egymás mellett. Ez Mianmar legnagyobb és legaktívabb földrengésforrása, amely nagyvárosokon, köztük Yangonon, Naypyidawon és Mandalay-n fut keresztül vagy azok közelében. Nagy és pusztító földrengések történtek a törés mentén 1930 májusában és decemberében (Ms 7,3 & 7,5), 1931 (Ms 7,5), 1946 (Mw 7,3 és 7,7), 1956 (Ms 7,0), 1991 és 2012 (Mw 6,9). A Sagaing-törés földrengéseinek erőssége a törészónában Mw 7,0 és 8,0 között változik. Az ismétlődési időköz a hiba menti helytől függően is változik; 1930-ban felszakadt déli szegmensei paleoszeizmológiai vizsgálatok alapján 100-150 éves visszatérési periódussal rendelkeznek.
A területet évszázadok óta pusztító földrengések sújtották, de az akadémiai kutatások korlátozottak. A legtöbb mianmari földrengés, beleértve a nagy felszínre törő eseményeket is, ezért nem érthető jól. 1762-ben egy nagy Mw 8,5–8,8 erejű földrengés felszakította a Szunda megatolóruda egy részét Rakhine partjainál. Ezt a földrengést az okozhatta, hogy az indiai lemez a burmai lemez alá süllyedt a megatrusz mentén. A Mianmar középső részén elterülő indiai lemez maradványai szintén lemezen belüli földrengéseket okoznak; az egyik példa az 1975-ös bagani földrengés (Mw 7,0), amely 120 km-es (75 mérföld) mélységben történt.
A Journal of Geophysical Research: Solid Earth című folyóiratban megjelent tanulmány szerint a Sagaing Fault két régióra osztható; az északi és déli szakaszok. A Sagaing-törést az északi szélesség 16,5 és 23,5 foka között a déli szakaszként határozzák meg. Továbbra is öt szegmensre oszlik déltől észak felé; a Bago, Pyu, Naypyidaw, Meiktila és Sagaing szegmensek. A Naypyidaw szegmenst két párhuzamos hiba jellemzi 70 km-en (43 mérföldön), amelyek egy része a főváros, Naypyidaw alatt található. Az utolsó feljegyzett földrengés 1929-ben volt, 7,0-nál kisebb erősségű földrengés. A 220 km (140 mérföld) hosszú Meiktila szegmens Mandalay és Naypyidaw között húzódik, és lineáris jellemzőként jellemzi. A szinte lapos domborzat ezen a szegmensen azt sugallja, hogy a csúszási komponens teljesen vízszintes. Ez a szegmens nem tapasztalt nagyobb földrengést, bár az 1839-es ava földrengés során felszakadhatott. A Sagaing szegmens egy másik lineáris szakasz, amely párhuzamosan fut az Irrawaddy folyóval. Ennek a szegmensnek az északi része az 1946-os Sagaing-i földrengések egyik főrengése során, míg az 1956-os Sagaing-i földrengés a déli szálat átszakította.
Ez a földrengés Thaiföldet is érintette, a károk elsősorban a Bangkok régióban összpontosultak, körülbelül 1000 km-re az epicentrumtól. Bangkok geológiája, amelyet a lágy tengeri agyag felső rétege jellemez, a feltörekvő magaslatokat sebezhetővé teszi a távoli, erős földrengések ellen, mivel a mindenütt jelen lévő agyagréteg hozzájárul a helyi helyszíni hatásokhoz, felerősítve a hosszú távú talajmozgást, ami viszont megfelelhet a magas épületek rezonanciafrekvenciájának. A bangkoki lakók gyakran érezték a több száz vagy akár több ezer kilométeres távolságban lévő földrengések hatását. A Pennung Warnitchai, az Ázsiai Technológiai Intézet munkatársa által vezetett kutatás korábban potenciális kockázatként azonosította a Sagaing-hibát, ha a várostól 400 km-re lévő Andamán-tengeren 8,0-ás erősségű földrengés következne be, amely a jövőben katasztrófához vezethet. A felhőkarcolók katasztrofális hatásainak megelőzése érdekében az elemi szeizmikus szempontokat csak 2007-ben vették fel az építési szabályzatba, különösen veszélyesek a régebbi építmények.

## A földrengés
A földrengés Thaiföldi idő szerint 12 óra 50 perckor és 52 másodperckor történt, epicentruma Sagaing településen, a Sagaing-Mandalay határrégió közelében, Sagaing városától 14 km-re észak-északnyugatra és 16 km-re nyugatra Mandalay-től, Mianmar második legnagyobb városától. Az Egyesült Államok Geológiai Szolgálata (USGS) szerint 7,7-es magnitúdós skálán mért, míg a thaiföldi meteorológiai osztály 8,2-re tette a magnitúdót. Az Institut de Physique du Globe de Paris a földrengés pillanatnyi magnitúdóját 7,9-re értékelte.
Ez a legnagyobb földrengés epicentrumával Mianmarban az 1912-es Maymyo földrengés óta (amelynek Mw-je 7,9 volt). A fókuszmechanizmus megoldása jelezte.
10 km-es (6,2 mérföld) mélységben történt csúszáshiba miatt. A hiba típusa összhangban van a Sagaing-hibán lévő szakadással. Az USGS által kiadott véges hibamodell szerint a földrengés szakadása körülbelül 400 km-re (250 mérföldre) 20 km-re (12 mérföldre) terjedt a mandalayi Singutól a bagói Pyuig. Az epicentrumtól a szakadás több mint 50 km-re (31 mérföldre) terjedt északra, és Singutól délre ért véget. Körülbelül 350 km (220 mérföld) a szakadás délen történt, ahol Pyunál ért véget. Az 1 métert meghaladó csúszás nagy része Singu és Naypyidaw között összpontosult, míg egy másik csúszás a Pyu alatt. A Naypyidaw és a Pyu között egy látszólagos csúszáshiány lépett fel, amit az USGS a megfigyelések hiányának tulajdonít. A hipocentrumtól délkeletre, Sagaing és Amarapura között 6,3494 m (20,831 láb) maximális csúszás történt. A teljes szakadási folyamat körülbelül 85 másodpercig tartott, és a szeizmikus momentum felszabadulási szakaszának legnagyobb fázisa körülbelül 30 másodperccel az indítás után következett be. Úgy gondolják, hogy a szakadás a nyíróhullám sebességét meghaladó sebességgel terjedt, így ez egy szupernyírásos földrengés példája. A földrengést több mint 169 utórengés követte, amelyek közül a legnagyobb Mww 6,7 volt, és 12 perccel a főrengés után következett be.
Nobuo Hurukawa és Phyo Maung Maung 2011-es tanulmánya a Geophysical Research Letters-ben két szeizmikus rést azonosított a Sagaing-törés mentén. Az egyik ilyen rés Mianmar középső részén található, 19,2 fok észak és 21,5 fok között, ami a Meiktila szegmensnek felel meg. A pár arra a következtetésre jutott, hogy ez a 260 km-es (160 mérföldes) rés 7,9-es erősségű földrengést okozhat, ha teljesen felszakad. A Meiktila és Sagaing szegmens (északon) lehetett az 1839-es ava földrengés forrása. A feltételezések szerint mindkét szegmensben 285–325 km-re (177–202 mérföld) szakadt meg a hiba. A szeizmikus intenzitás eloszlását vizsgáló tanulmány szerint az 1839-es esemény becsült magnitúdója 7,9 volt. Judith Hubbard és Kyle Bradley szeizmológusok szerint ez a szeizmikus rés az 1929-es (Naypyidaw semgent) és az 1956-os (déli Sagaing szegmens) szakadások között található. A pár azt mondta, hogy ez a földrengés részben felszakíthatta a szeizmikus rést az USGS előzetes véges törésmodelljének elemzése alapján. A szakadás mértéke megfelelt a Meiktila és Sagaing szegmensnek, és átfedésben volt az 1839-es földrengés szakadási kiterjedésével. Úgy tűnt, hogy az 1956-os Mw 7,1-es földrengésben érintett hiba mértéke is megmozdult a 2025. március 28-i esemény során. Becslések szerint a 2025. március 28-i szakadás északon, a 2012-es Shwebo földrengés szakadásától délre ér véget (amely a Sagaing középső szegmensén történt).
Több kisebb erősségű földrengés sújtotta az országot márciusig, ami ezt a földrengést eredményezte. Csak március első hetében nyolc földrengés rázta meg Yangont, Ayeyarwaddy régiót és Shan államot, ami a lakosság aggodalmát váltotta ki.

## A földrengés intenzitása

### Mianmarban

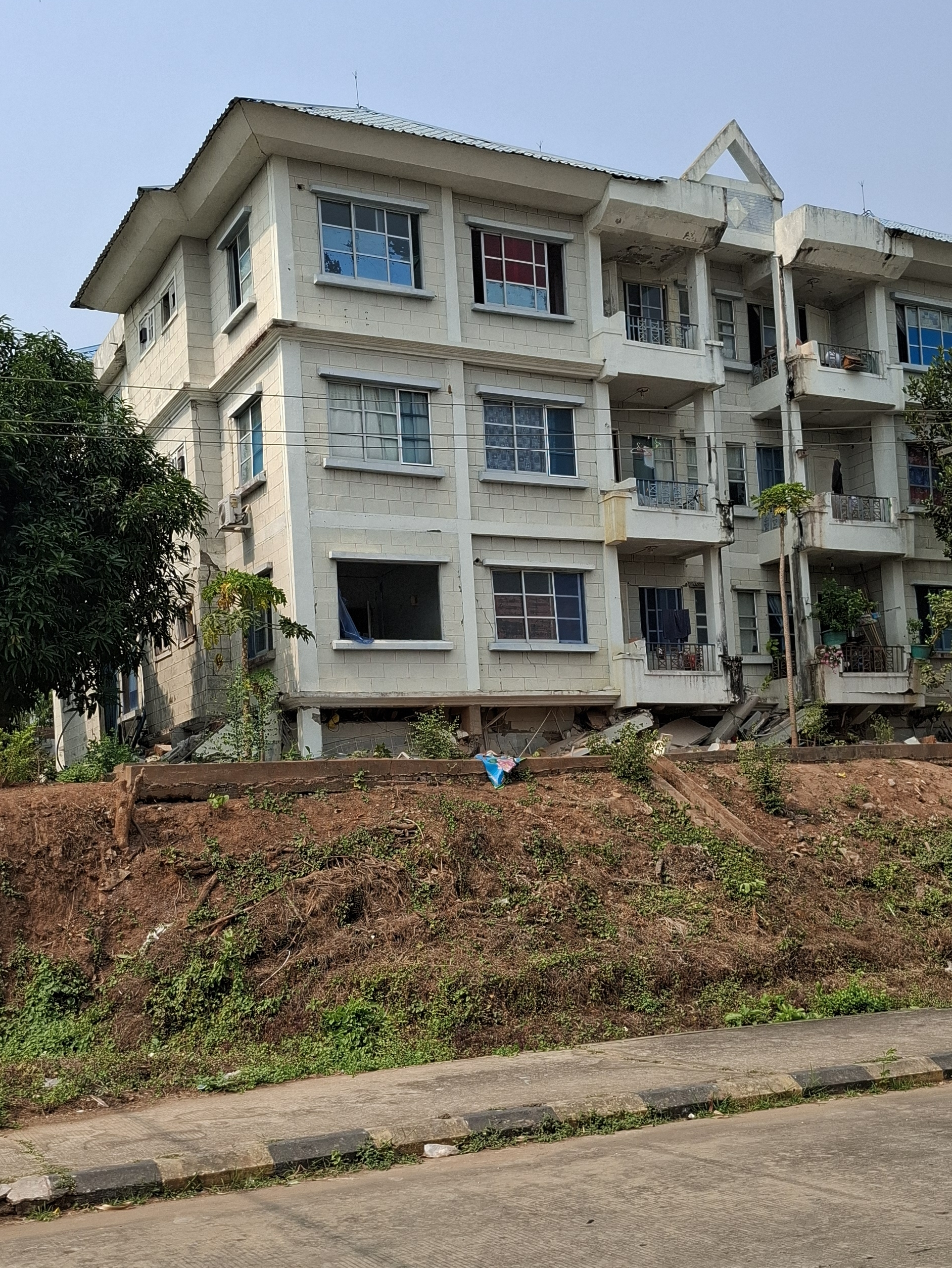
Részben összeomlott épület Naypyidawban

A mianmari áldozatok száma különböző források szerint változik. A Democratic Voice of Burma által összeállított adatok szerint legalább 3000 ember meghalt, 359-en eltűntek, és további 3517-en megsérültek. A nemzeti egységkormány több mint 2400 halálesetről számolt be, míg a mianmari junta szerint több mint 2050-en haltak meg, 270 eltűnt, és további 3900-an megsérültek. Halálesetek Mandalay, Naypyidaw, Sagaing, Shan, Bago és Kayin közigazgatási területén történtek. A mianmari Vöröskereszt becslése szerint körülbelül 50 000 családot érintett közvetlenül.
A telefon és az internet infrastruktúrája országszerte megszakadt. A vidéki területeken a balesetek számát továbbra is kevéssé becsülték. A mianmari nemzeti egységkormány szerint legalább 13 411 lakóépület, 280 vallási épület, 43 út és híd súlyosan megrongálódott vagy megsemmisült országszerte. Az All Myanmar Islamic Religious Organization becslései szerint legalább 250 ember halt meg, amikor több mint 50 mecset omlott össze a pénteki imaidőben. A junta szerint 670 buddhista kolostor és 290 pagoda sérült meg.
Mandalay régióban több mint 1790-en haltak meg, 1670-en megsérültek, több mint 1000-en eltűntek, és Mandalay város összes épületének fele súlyosan megsérült vagy megsemmisült. A Mandalay nemzetközi repülőtéren beomlott a mennyezet, és némi kár keletkezett az alagsorban. A Mandalay Egyetem kampuszának épületei összeomlottak vagy kigyulladtak, és sokan bent rekedtek. Egy másik hatalmas tűz a Sein Pan negyedben majdnem az egész helyet a föld alá zúdította. A Yangon–Mandalay gyorsforgalmi úton, Inwa közelében a Myitnge folyón átívelő Dokhtawaddy-híd is összeomlott, és a tartóoszlopok lezuhantak. Állítólag néhány jármű a hídon volt a földrengés idején, és a folyóba zuhant, bár áldozatok számát egyelőre nem erősítették meg. Mandalay mind a 40 mecsete megsérült, ebből 10 összedőlt, ami több mint 400 halálos áldozatot követelt, köztük 150-et csak az Amarapura mecsetben. Néhány érintett mecset több mint egy évszázados volt, és 1962 óta nem volt szabad javítani. Több szerzetes meghalt és megsérült, amikor egy kolostor összeomlott a városban. Több mint 600 szerzetes rekedt az összedőlt U Hla Thein templom alatt, miközben vizsgálatokat végeztek, közülük 80 meghalt. A 12 emeletes Sky Villa társasház épülete Aungmyethazan Townshipben fokozatosan összeomlott, kilenc ember életét vesztette, és további 90 csapdába esett.
Maha Aungmye településen egy kétszintes teázó összeomlott, és mintegy 70 ember csapdába esett. Ezenkívül Pyigyidagun településen egy háromszintes autófelszerelés-üzlet is összeomlott, több mint 10 alkalmazottat csapdába ejtve, és ugyanabban a településen egy épülő épületet is leromboltak, nyolcan meghaltak és sokan csapdába estek. Több mint 200 ember vesztette életét Pyawbwe Townshipben, és a legtöbb épület megsemmisült. A településen egy ötemeletes Kanbawza Bank épülete összedőlt, és a bent tartózkodó 40 ember meghalt. A Maha Aungmye Bonzan kolostor is elpusztult. A Mandalay Palota és a Mahamuni Pagoda is jelentős szerkezeti károkat szenvedett. A jelentések szerint egy gát is leomlott Mandalayban, ami áradást okozott, míg a Mandalay-Yangon autópálya egyes szakaszai megsérültek. Yamethinben több mint 100 halálesetről és sok eltűnt személyről számoltak be. Meiktilában házak és vallási épületek szerkezeti összeomlást szenvedtek. A városban legalább 26 halálos áldozatot és 166 sérültet jegyeztek fel. A kutató-mentő csapatok 100 halálos áldozatról számoltak be Bone Oe faluban. Wundwin Townshipben 36 halálesetet jelentettek, és további 21-et Singu Townshipben. Otthonokat és pagodákat is leromboltak Madaya Townshipben. Kyauksében egy iskola összeomlásakor 40 diák és kilenc tanár életét vesztette.
Sagaing városában csaknem 600 halálos áldozatot jelentett egy mentőszolgálat, és az építmények 90 százaléka megsemmisült. Az Ava híd nagy része összeomlott. A város tűzoltóállomása is összeomlott, akadályozva a segélyezési erőfeszítéseket, és sokakat csapdába esett. Az öt sagaingi mecset közül négy összedőlt a földrengés miatt. A Min Street mecset félő, hogy összeomlott, több mint 100 ember tartózkodott benne. A városban több kolostori iskola és egy kolostor is megsérült, valószínűleg több száz embert öltek meg, és négy iskolában több mint 900 szerzetes került csapdába. A Sagaing régió délnyugati részén, az ellenállás által birtokolt Chaung-U Township történelmi templomait megrongálta a földrengés. Mingunban 20 embert ölt meg egy összeomló katonai bunker, és a közeli Hsinbyume pagoda is nagyrészt megsemmisült. Tada-U Townshipben is több mint 100-an haltak meg, Shwebo városában pedig két halálos áldozatot jegyeztek fel.
Zabuthiri településen, amely a Naypyidaw Unió területéhez tartozik, 204 halálesetet jelentettek; a meggyilkolt emberek egy része köztisztviselő volt, akik akkor haltak meg, amikor több komplexumban összeomlott a lakásuk. Sok ilyen lakókomplexumban a földszint összeomlott, és megölték a lakóikat. A mentési, információs, belügyi, munkaügyi, külügyi, védelmi, valamint a mezőgazdasági és öntözési minisztérium hivatalai is súlyosan megsérültek, és 20 holttestet találtak a romok között. Naypyidaw városában legalább 80 halálesetet erősítettek meg. A Nay Pyi Taw nemzetközi repülőtér légiforgalmi irányító tornya összeomlott, hat ember meghalt, és állítólag nem maradt túlélő az utóhatásokban. Az utak meghajlottak, miközben a mennyezet részben beomlott a városban. Számos otthon és vallási szentély is megsérült. "Sérültek százai" érkeztek egy 1000 ágyas kórházba, köztük 20-an meghaltak. A katonai parancsnokság, a parlament épületei és a hivatalos lakóépületek súlyosan megsérültek, több kormányzati épület összeomlott, a munkaügyi minisztérium állandó titkára és több más magas rangú külföldi tisztviselő meghalt. A Naypyidaw-i Védelmi Szolgálatok Múzeuma és a Nemzeti Múzeum is károkat szenvedett. Nyolcvanhat holttestet fedeztek fel Pyinmanában több összedőlt épület és kolostor romjai alatt. Naypyidawban számos katonai épület összedőlt, 100 katona életét vesztette.
Közel 100 halálesetet jelentettek a Shan állambeli Nyaungshwe településen; sokakat jelentettek az Inle-tó partján épült 19 faluban, és 2790 ház megrongálódott. Kaylában, egy több mint 1000 háztartással rendelkező faluban legalább 75 százaléka elpusztult, és 42 lakosa meghalt. Zarat Gyi és Seong Wa Gyi falvak is jelentős pusztításról számoltak be. Egy helyi jótékonysági csoport szerint sok ember halt meg otthon összeomlás vagy áramütés következtében. Ötvenegy holttestet kórházba szállítottak, de néhányukat nem tudták visszahozni, mivel a víz alatt rekedtek. Aungbanban 11 embert öltek meg, és 25 másikat megmentettek egy hatemeletes szálloda összeomlása után; ugyanannak a családnak hat tagja volt a halottak között. A Danu Népi Felszabadító Hadsereg állásai ellen a földrengés alatti légi bombázásra induló sugárhajtású vadászrepülőgépek bombákat dobtak le 12:55-kor Nawnghkio Townshipben, további károkat okozva az érintett falvakban, és hét katonát megöltek percekkel az első földrengés után.
A bagói Taungoo Townshipben 40 bányász életét vesztette egy beomló bánya miatt. Egy iskola összeomlása a településen öt gyerek életét vesztette, míg további 14 embert egy összeomló mecset ölt meg. Egy másik iskola, amely a lakóhelyüket elhagyni kényszerült emberek menedékhelyeként szolgált, összeomlott, és több mint 20 ember csapdába esett. Több mint 160 embert öltek meg Pyay településen. Pyuban egy család négy tagja meghalt, amikor ledőlt az otthonuk fala. Egy helyi lakos egy halálesetről, 10 sebesülésről és több mint 50 megrongálódott házról számolt be az oktwini Ywa Ma Pai faluban.
Két halálesetről és épületkárokról számoltak be Kyaukki és Shwegyin településeken, a Karen Nemzeti Unió által ellenőrzött falvakban. Yangonban kisebb károk keletkeztek, néhány épület megdőlt, és a telefonvonalak megszakadtak. Áramkimaradások történtek, Yangonban napi négy órára korlátozták az áramellátást.

### Thaiföldön

Összedőlt a bangkoki Állami Számvevőszék épületének állóképe

Thaiföldön a földrengés legalább 19 halálos áldozatot és 33 sérülést okozott a fővárosban, Bangkokban és egy sérülést Nonthaburi tartományban. A legtöbb halálos áldozat és az összes eltűnt személy egy épülő felhőkarcoló összeomlásakor történt. A földrengést Thaiföld 77 tartománya közül 63-ban érezték (beleértve Bangkokat is), a károkat 18 tartományban jelentették, főként az északi és Bangkok környékén.
Az összedőlt épület egy 33 emeletes irodatorony volt, amelyet az Állami Számvevőszék számára építenek a Chatuchak kerületben. A katasztrófa március 30-án 18:00-ig 29 igazolt munkáshalált és 18 sérülést okozott, 78-an pedig ismeretlenek maradtak. (A korábbi jelentések szerint 68-an részesültek orvosi ellátásban.) Az összeomlás egyes áldozatairól azt hitték, hogy migráns munkások Mianmarból. További hét haláleset és 15 sérülés történt a város más részein: egy darukezelő meghalt, négyen pedig megsérültek, amikor egy daru összeomlott egy építkezésen a Bang Pho körzetben, egy építőmunkást összezúzott egy lezuhanó betonlap Khan Na Yao kerületben, öt ember pedig meghalt, amikor megpróbáltak evakuálni a magas épületekből, köztük kettőt később a kórházban. Három ember megsérült, amikor egy lift meghibásodott, egy másik daru összeomlása Din Daengben pedig négyen megsérült, és megrongálta a Chaloem Maha Nakhon gyorsforgalmi út Din Daeng fizetőterét, ami miatt be kellett zárni.
Nonthaburi és Samut Prakan tartományokban két, valószínűleg szívroham miatti hirtelen halálesetről is beszámoltak, bár hivatalosan nem erősítették meg, hogy ezek a földrengéssel kapcsolatosak.

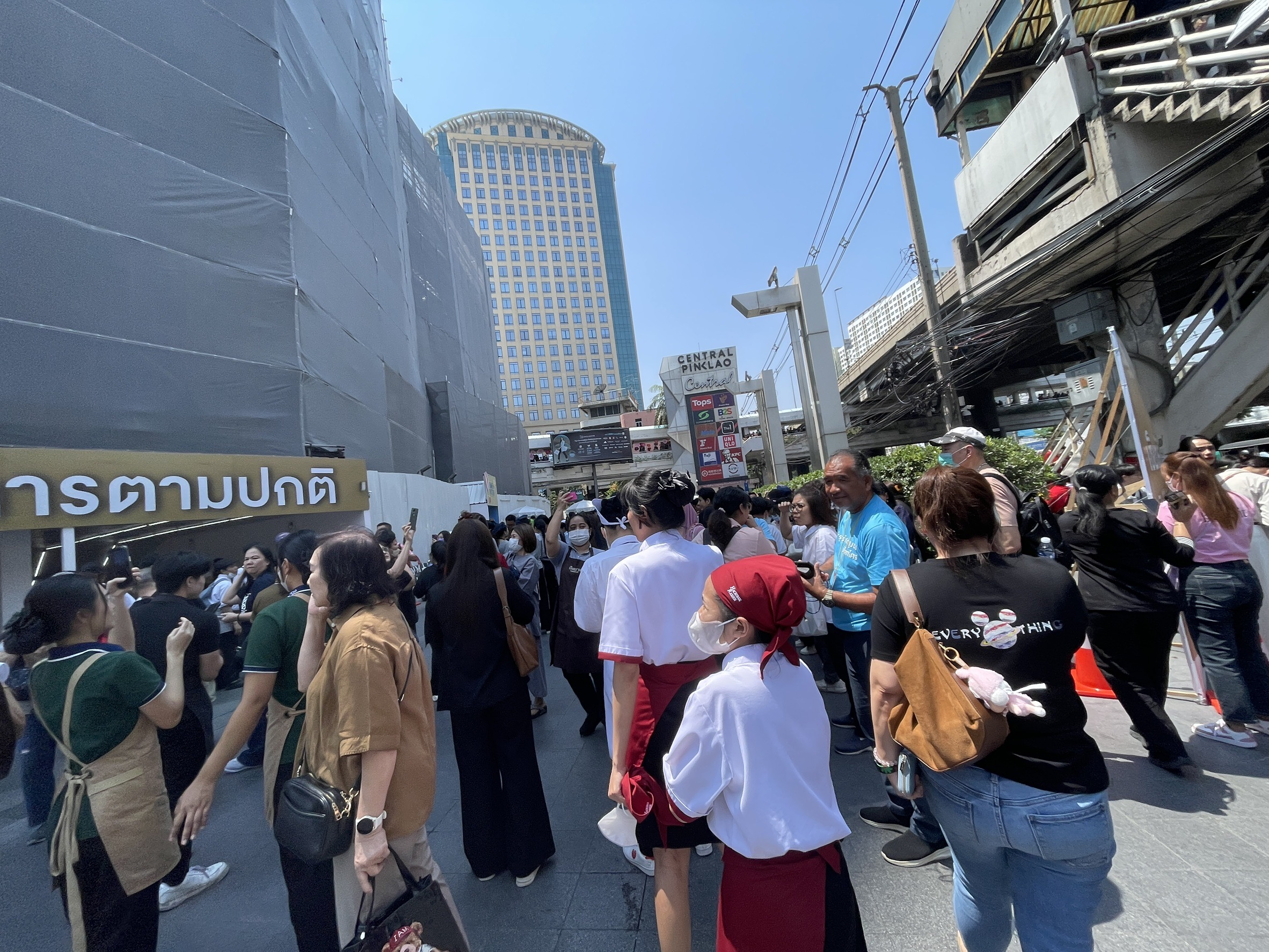
Emberek evakuálása egy központi áruházból Khet Bangkok Noiban (Bangkok, Thaiföld)

Phumtham Wechayachai miniszterelnök-helyettes az elmúlt 100 évben példátlannak nevezte a megrázkódtatást Bangkokban. Jelentős kilengést okozott a sokemeletes épületekben, és széles körű pánikot váltott ki a lakók körében, akik közül sokan az utcára rohantak. A legtöbb épületet kiürítették, a nyilvános helyiségeket pedig bezárták. Az összes gyorsforgalmi vonalat felfüggesztették, és néhány utat lezártak. A közúti forgalom leállt, és éjszaka is erősen torlódott. Az összes többi gyorstranzit-vonal újranyitása után az MRT Pink Line továbbra is felfüggesztve marad, mivel a villamos sínje elmozdult a bangkoki Min Buri kerületben.
A földrengés következtében sok toronyház látható károkat szenvedett. A három fényűző, sokemeletes lakástornyot összekötő égi hidakat leszakította a rengés, ami miatt törmelék hullott le, miközben az épületek tetőtéri medencéiből kiömlött a víz, valamint sok mást is. Egy tűzesetet is jelentettek, amelyet a menekülő lakók által őrizetlenül hagyott kályha okozott. Bangkok kormányzója, Chadchart Sittipunt kijelentette, hogy a Bangkok Metropolitan Administration jelentési platformja több mint 9500 bejelentést kapott az épületek kárairól, miközben azt tervezte, hogy 700 építményt vizsgál meg városszerte. Később fővárosi 11 000 épület tulajdonosát sürgette, hogy értékeljék ingatlanaik biztonságát.
A közegészségügyi minisztérium országszerte arról számolt be, hogy 17 tartomány 63 kórházát érintette a földrengés, és sok beteget ideiglenesen evakuáltak. Többen sérültek, többnyire falrepedések formájában. A bangkoki Rajavithi Kórház 25 emeletes épületéből költöztette ki a betegeket, és egy sportcsarnokban helyezte el őket, míg a főépület, amelyen több repedés is látható, ellenőrzésre várt. Később 162 beteget szállított át más kórházakba.
Chiang Mai-ban több társasház is megrepedt. Országszerte 591 házban, 55 templomban, 86 kórházban, 9 épületben, 52 iskolában és 25 kormányzati épületben rongálódtak meg Chiang Mai, Chiang Rai, Phayao, Lamphun, Lampang, Mae Hong Son, Phrae, Nan, Phetchabun, Phitsanthai, Phitsanulok, A Sung Ayutthaya, Pathum Thani, Nonthaburi, Samut Prakan, Samut Sakhon és Chai Nat tartományok. A vallási és kulturális helyszíneken okozott károkat Lampang, Nan és Chiang Mai tartományokban rögzítették. Az új Den Chai–Chiang Rai–Chiang Khong vasútvonal egy megemelt szakaszára szerelt húsz 10 tonnás (11 tonnás) betongerenda szintén összeomlott és összezúzott hat jármű Chiang Rai tartományban anélkül, hogy sérülést okozott volna.

### Kínában

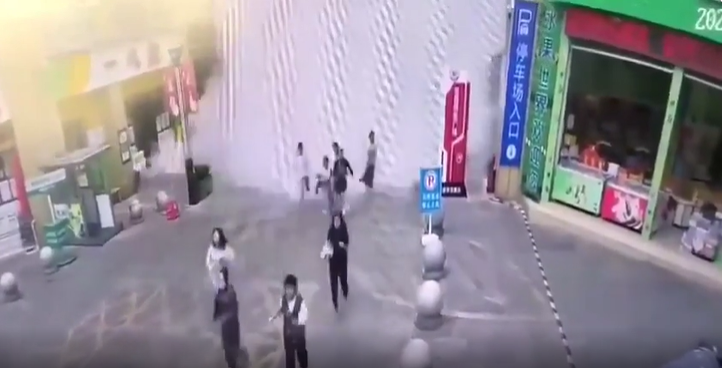
A tetőtéri feszített víztükrű medence összeomlásáról készült CCTV állókép, amely elsodorta a tömeget a kínai Yunnan tartományban

A kínai Yunnanban a földrengés az egész tartományban erősen érezhető volt. Két ember megsérült a határ menti Ruili városában, míg kilenc másik személyt kimentettek, miután beszorultak egy liftbe. Körülbelül 847 ház sérült meg a városban, ami 2840 embert érint. Más tartományok, köztük Guizhou, Guangxi és Sichuan is érezték a rengéseket. A kínai külügyminisztérium közölte, hogy a földrengésben egyetlen kínai állampolgár sem halt meg.

### Máshol
Remegés volt érezhető egész Bangladesben, köztük Dakkában, Szilhetben, Rajshahiban és Chittagongban, ami miatt az emberek pánikba estek és kiürítették az épületeket.
Indiában a Delhi országos fővárosi régiójában remegést tapasztaltak, aminek következtében az emberek kiürítették az épületeket. Az északkeleti államok, különösen Meghalaya, észrevehető utórengéseket tapasztaltak, 4,0-s erősségű rengést jelentettek az East Garo Hillsben. A remegés olyan városokban is érezhető volt, mint Kolkata és Imphal. Basirhatban a lakosok a természetes víztestek megrázkódtatásáról számoltak be.

## Fordítás
Ez a szócikk részben vagy egészben  a(z)   2025 Myanmar earthquake című angol Wikipédia-szócikk ezen változatának fordításán alapul.  Az eredeti cikk szerkesztőit annak laptörténete sorolja fel. Ez a jelzés csupán a megfogalmazás eredetét és a szerzői jogokat jelzi, nem szolgál a cikkben szereplő információk forrásmegjelöléseként.